# Zabaldica
Zabaldica (Zabaldika en euskera) es una localidad española y un concejo de la Comunidad Foral de Navarra perteneciente al municipio de Esteríbar. Está situado en la Merindad de Sangüesa, en la Comarca de Auñamendi. Su población en el año 2021 fue de 33 habitantes (INE).

## Geografía física
El término concejil de Zabaldica, se sitúa al sur del valle de Esteribar, abarcando de este a oest todo el valle del río Arga. De norte a sur es atravesado por la carretera N-135 que discurre al oeste del río. 
Al oeste limita con Sorauren (Ezcabarte, en el valle del río Ulzama); al norte, con Anchóriz; al nordeste, con Iroz; al este, con Arzuza (Valle de Egües); y al sur con el antiguo señorío de Arleta, al oeste, y Olloqui al este. 

## Demografía
Zabaldica ha mantenido en las últimas décadas  un ligero crecimiento de modo que desde 1981 a 2021 ha aumentado su población en un 90%.
| año  | población     |
| ---- | ------------- |
| 1981 | 20 habitantes |
| 2010 | 27 habitantes |
| 2014 | 29 habitantes |
| 2019 | 33 habitantes |
| 2021 | 33 habitantes |

## Núcleo urbano
El núcleo urbano original se sitúa sobre un espolón que sobresale de la sierra que limita al oeste el valle del río Arga; queda formado por varios caseríos que se dipoenen alrededor de una espacio abierto presidido por la iglesia parroquial. Separado de este núcleo y al oeste de la carretera N-135 se sitúa un grupo de edificios, más recientes, con varias viviendas.

## Patrimonio histórico
La iglesia parroquial de San Esteban, una edificación gótica del siglo XIII, se mantiene con pocos cambios: Consta de una nave, con tres tramos, cubierta con una bóveda de cañón apuntada; cabecera recta y nichos laterales en el transepto.
Algo alejada del pueblo, a un kilómetro en el camino a Olloqui, se encuentra la ermita de Nuestra Señora de Nieva, construida en el siglo XVIII, de estilo barroco, con cuatro tramos, el de los pies de mayor tamaño con cielo raso, los demás con bóveda con lunetos, y capilla mayor recta con bóveda rebajada.
Por el margen derecho del río Arga discurre el Camino de Santiago. Sobre el río, al sur del núcleo urbano, y cerca del punto en que la carretera atraviea el río, se levanta un puente medieval, conocido como puente viejo de Zabaldica, documentado ya en el año 1550.
Sobre el río funcionó una central eléctrica del siglo XIX, que se valía de una presa situada en el término de Iroz. Era propiedad de Electra San Andrés de Villaba. La edificación se mantiene en pie.